# Kim Yu-sin
Kim Yu-sin (김유신?, 金庾信?, Kim Yu-sinLR) (Gyeyang, 595 – 673) è stato un generale coreano.

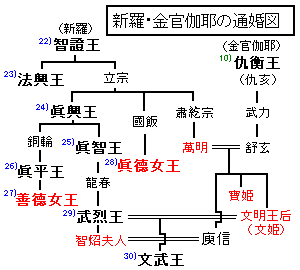

Era il figlio del generale Kim Su-hyun e della nobile Manmyeong, figlia di Kim Sukheuljong, fratello minore di re Jinheung di Silla. Nacque a Gyeyang nella contea di Jincheon nell'anno 595 d.C., divenne un cavaliere Hwarang a 15 anni, e a 18 anni un formidabile spadaccino ed uno dei più grandi generali e leader dell'antica Corea. All'età di 34 anni aveva il comando supremo di tutte le forze militari di Silla.
Kim Yu-sin portò all'unificazione dei tre antichi regni coreani (Goguryeo, Baekje e Silla) e fu uno dei pochi Hwarang a sopravvivere per più di 60 anni. Il suo potere militare e politico, nonché la sua ispirata saggezza, ne hanno fatto un personaggio mistico per i coreani. Morì nel 673 ed ancora oggi la sua tomba è un monumento molto importante in Corea e molti la riveriscono.
Per scelta e pur avendone la possibilità, non divenne mai re di Silla unificato, continuando invece a servirlo fino alla fine dei suoi giorni. Venne dichiarato re dopo la sua morte come atto di estremo rispetto.
La sua vita e le sue gesta sono raccontate dai maggiori testi epici e storici coreani, il Samguk sagi e il Samguk yusa.